# 西都市立都於郡小学校
西都市立都於郡小学校（さいとしりつ とのこおりしょうがっこう）は、宮崎県西都市大字鹿野田（かのだ）にある公立の小学校。

## 概要
歴史
1872年（明治5年）創立。現校名になったのは1958年（昭和33年）。2023年（令和5年）には創立150周年を迎えた。
校章
1969年（昭和44年）に校歌とともに制定。勾玉等を背景にして、中央に校名の頭文字である「都」の文字を配している。
校歌
1969年（昭和44年）に校章とともに制定。作詞は金丸純子、作曲は海老原直による。歌詞は3番まであり、各番の歌詞中に校名の「都於郡」が登場する。
通学区域
西都市のうち「都於郡町、士中、高屋、原向、坂の下、青山、霧島、深長、受関、馬継谷、潮、筑後、黒貫、岩爪、長園、八木佐野、今市、茶屋、中村、荒武、川原、山田、上沖、下沖、中山」。中学校区は西都市立都於郡中学校。

## 沿革
- 1872年（明治5年）8月 - 旧藩教育所において教育を開始し、「都於郡小学校」と称する。
- 1880年（明治13年）4月 - 「高屋小学校」に改称。
- 1887年（明治20年）- 小学校令施行により、簡易科（3年制）を設置の上、「簡易高屋小学校」に改称。
- 1889年（明治22年）5月1日 - 町村制施行により、児湯郡1町（都於郡）および7村（鹿野田・岩爪・荒武・山田）が合併の上、「都於郡村」が発足。

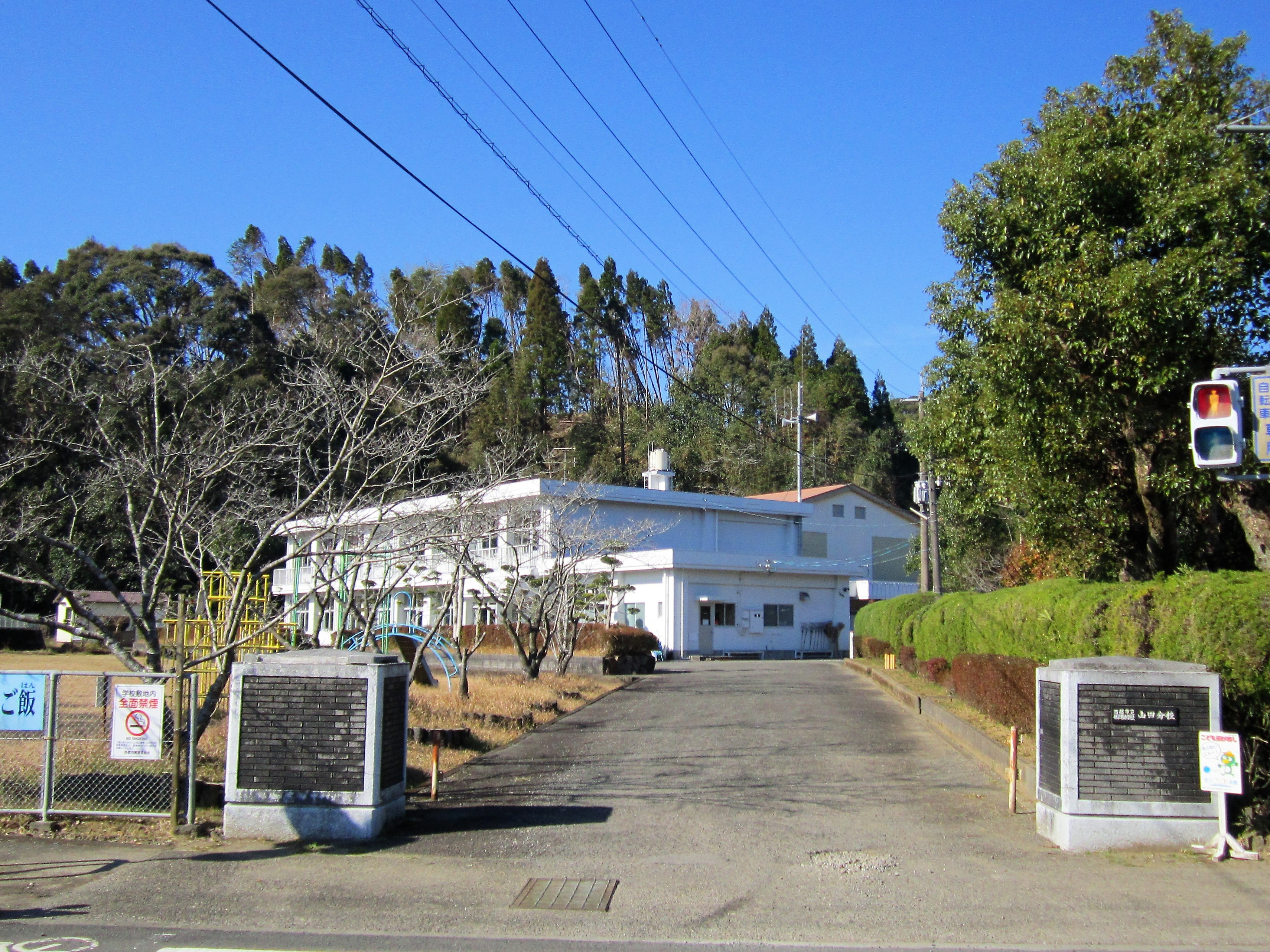
旧・山田分校

- 1890年（明治23年）10月 - 尋常科（4年制）を設置の上、「尋常高屋小学校」に改称。
- 1892年（明治25年）4月1日 - 「高屋尋常小学校」に改称。
- 1895年（明治28年）1月 - 現在地に移転を完了。
- 1899年（明治32年）4月 - 補習科（2年制）を併置。
- 1901年（明治34年）4月 - 高等科（4年制）を併置の上、「高屋尋常高等小学校」に改称。
- 1908年（明治41年）4月 - 改正小学校令により、尋常科（義務教育年限）が4年制から6年制に改められる。これにより、旧高等科1年を尋常科5年、旧高等科2年を尋常科6年、旧高等科3年を高等科1年、旧高等科4年を高等科2年に改める。
- 1911年（明治44年）4月 - 校舎を増築。
- 1928年（昭和3年）5月 - 木造2階建て校舎1棟を増築。
- 1932年（昭和7年）
  - 3月 - 山田尋常小学校と鹿野田尋常小学校の2校を統合の上、それぞれ「山田分校」・「鹿野田分校」とする。
  - 6月 - 「都於郡尋常高等小学校」に改称。
- 1935年（昭和10年）- 青年学校令施行により、「都於郡青年学校」が併置される。
- 1941年（昭和16年）4月1日 - 国民学校令施行により、「都於郡村都於郡国民学校」に改称。尋常科を初等科に改める。
- 1947年（昭和22年）
  - 4月1日 - 国民学校初等科は、新制小学校「都於郡村立都於郡小学校」に改称。
  - 5月8日 - 国民学校高等科は、青年学校普通科とともに、新制中学校「都於郡村立都於郡中学校」に改組・改称。小学校に併設。
- 1948年（昭和23年）4月 - 長園分校を設置し、3年生までを収容。
- 1953年（昭和28年）1月 - 北棟西校舎および南棟西校舎が完成。
- 1958年（昭和33年）
  - 4月1日 - 西都町への編入により、「西都町立都於郡小学校」に改称。
  - 11月1日 - 市制施行により、「西都市立都於郡小学校」（現校名）に改称。
- 1960年（昭和35年）1月 - 給食調理室が完成。
- 1963年（昭和38年）4月 - 鉄筋コンクリート造2階建て新校舎が完成。
- 1966年（昭和41年）4月 - 特殊学級を設置。
- 1967年（昭和42年）3月31日 - 長園分校を廃止。
- 1969年（昭和44年）
  - 3月 - 校章・校旗・校歌を制定。
  - 3月31日 - 鹿野田分校を廃止。
- 1970年（昭和45年）
  - 2月 - 鉄筋コンクリート造2階建て北校舎が完成。
  - 11月 - プールが完成。
- 1974年（昭和49年）3月 - 体育館が完成。
- 1975年（昭和50年）3月 - 運動場に芝を植栽。
- 1976年（昭和51年）3月 - 校門を設置。
- 1980年（昭和55年）5月 - プールを補修。
- 1988年（昭和63年）12月 - 初代校長である丸山正秋の銅像を建立。
- 1994年（平成6年）10月 - 運動場の全面改修を実施。
- 2002年（平成14年）11月 -  イタリア大使館参事官一行が来校。
- 2004年（平成16年）4月 - 中庭を舗装。
- 2010年（平成22年）1月 - 隣接地に都於郡児童クラブの建物が完成。
- 2012年（平成24年）11月 - 伊東マンショ没後400年記念式典を挙行。
- 2013年（平成25年）9月 - 第1回都於郡小・中学校合同運動会を開催。
- 2015年（平成27年）1月 - 台湾の竹林国民小学校と交流を実施。
- 2021年（令和3年）4月1日 - 山田分校を休校とする。
- 2022年（令和4年）3月31日 - 山田分校を廃止。
- 2023年（令和5年）9月22日 - 創立150周年記念式典を挙行。

旧・山田分校
- 1890年（明治23年）10月 - 「尋常山田小学校」が創立。
- 1892年（明治25年）4月 - 「山田尋常小学校」に改称。
- 1932年（昭和7年）
  - 3月 - 統合により、「高屋尋常高等小学校 山田分校」となる。
  - 6月 - 「都於郡尋常高等小学校 山田分校」に改称。
- 1941年（昭和16年）4月1日 - 「都於郡村都於郡国民学校 山田分校」に改称。
- 1947年（昭和22年）4月1日 - 学制改革により、「都於郡村立都於郡小学校 山田分校」に改称。
- 1953年（昭和28年）4月 - 新校舎が完成。
- 1958年（昭和33年）
  - 4月1日 - 「西都町立都於郡小学校 山田分校」に改称。
  - 11月1日 - 「西都市立都於郡小学校 山田分校」（最終名）に改称。
- 1974年（昭和49年）12月 - 給食室・資料室等が完成。
- 1979年（昭和54年）10月 - プールが完成。
- 1989年（平成元年）3月 - 憩いの庭が完成。
- 1990年（平成2年）10月 - 分校創立100周年記念行事を実施。
- 2021年（令和3年）4月1日 - 休校となる。
- 2022年（令和4年）
  - 3月12日 - 閉校式を挙行。
  - 3月31日 - 閉校。132年の歴史に幕を閉じる。
  - 最終所在地 - 〒881-0112 宮崎県西都市大字山田3252番地

## 交通
最寄りのバス停留所
- 西都市コミュニティバス・デマンド型乗合タクシー「都於郡町」・「池の端」停留所

最寄りの幹線道路
- 宮崎県道18号荒武新富線
- 宮崎県道325号福王寺佐土原線

## 周辺
- 西都市立都於郡保育所
- 都於郡児童クラブ
- 都於郡地区館（公民館）
- 西都市立都於郡中学校
- 西都警察署都於郡警察官駐在所
- 都於郡郵便局
- JAみやざき 都於郡支所
- 都於郡村古墳
- 中尾城跡
- 南ノ城跡
- 都於郡城跡

## 参考資料
- 「西都市史. 通史編 下巻」（2016年（平成28年）3月, 西都市）